# Olho d'Água das Flores
Olho d'Água das Flores este un oraș în statul Alagoas (AL) din Brazilia.